# Girardinus falcatus
Girardinus falcatus es un género de peces de la familia de los pecílidos en el orden de los ciprinodontiformes.

## Morfología
Los machos pueden alcanzar los 3,7 cm de longitud total y las hembras los 8,5 cm.

## Distribución geográfica
Se encuentran en Cuba.